# (33160) Denismukwege
1998 DW34 (asteroide 33160) é um asteroide da cintura principal. Possui uma excentricidade de 0.13472730 e uma inclinação de 17.47174º.
Este asteroide foi descoberto no dia 27 de fevereiro de 1998 por Eric Walter Elst em La Silla.